# Палиндра
Палиндра — река в России, протекает в Нерехтском районе Костромской области к востоку от города Нерехта. Устье реки находится в 1 км по левому берегу реки Корба. Длина реки составляет 11 км.
Река начинает в Клетинском болоте около деревни Клетино в 10 км к востоку от города Нерехта. Генеральное направление течения — юго-запад, затем запад. Населённые пункты на берегах отсутствуют. в верховьях соединена протоками с нижним течением реки Ингорь. Впадает в Корбу километром выше впадения самой Корбы в Солоницу.

## Данные водного реестра
По данным государственного водного реестра России относится к Верхневолжскому бассейновому округу, водохозяйственный участок реки — Волга от Рыбинского гидроузла до города Кострома, без реки Кострома от истока до водомерного поста у деревни Исады, речной подбассейн реки — Волга ниже Рыбинского водохранилища до впадения Оки. Речной бассейн реки — (Верхняя) Волга до Куйбышевского водохранилища (без бассейна Оки).
По данным геоинформационной системы водохозяйственного районирования территории РФ, подготовленной Федеральным агентством водных ресурсов:
- Код водного объекта в государственном водном реестре — 08010300212110000011375
- Код по гидрологической изученности (ГИ) — 110001137
- Код бассейна — 08.01.03.002
- Номер тома по ГИ — 10
- Выпуск по ГИ — 0